# Anja Kickbusch
Anja Kickbusch (født 18. maj 1978 i Herning, Danmark) er en odenseansk musiker med en kandidatgrad i musik fra Det Fynske Musikkonservatorium. Hun har været aktiv som skuespiller i teater og udendørsteater.
Hun udgav 2012 et album ved navn Don't Pretend. Kickbusch skriver sange der i udgangspunktet blander rock, folk, indie og jazz.
Hun optræder sammen med sit band, der består af Steffen Nordenstam, Jesper Kristoffersen, Theis Juul Langlands og Morten Christian Haxholm Jensen.

## Diskografi
- 2012 Don't Pretend